# Hovedstød (fodbold)
Hovedstød eller heading er inden for fodbold en teknik, hvor man berører bolden med hovedet i stedet for med benene. Selvom der er observeret nedsat opmærksomhed og synsevner hos fodboldspillere, er det uvist, om det skyldes hovedstød.

## Fodnoter
1. ↑   Videnskab.dk: Giver hovedstød hjerneskader? af Mette Lund. Sidst opdateret: 10.07.2012. Besøgt d. 14.07.2012

| Fodbold | Spire Denne artikel om fodbold er en spire som bør udbygges. Du er velkommen til at hjælpe Wikipedia ved at udvide den. |